# Monthelon (Marne)
Monthelon és un municipi francès, situat al departament del Marne i a la regió del Gran Est. L'any 2007 tenia 348 habitants.

## Demografia

### Població
El 2007 la població de fet de Monthelon era de 348 persones. Hi havia 146 famílies, de les quals 30 eren unipersonals (11 homes vivint sols i 19 dones vivint soles), 71 parelles sense fills i 45 parelles amb fills.
La població ha evolucionat segons el següent gràfic:
Habitants censats

### Habitatges
El 2007 hi havia 169 habitatges, 147 eren l'habitatge principal de la família i 22 estaven desocupats. 152 eren cases i 10 eren apartaments. Dels 147 habitatges principals, 115 estaven ocupats pels seus propietaris, 28 estaven llogats i ocupats pels llogaters i 4 estaven cedits a títol gratuït; 2 tenien dues cambres, 12 en tenien tres, 19 en tenien quatre i 114 en tenien cinc o més. 126 habitatges disposaven pel capbaix d'una plaça de pàrquing. A 53 habitatges hi havia un automòbil i a 85 n'hi havia dos o més.

### Piràmide de població
La piràmide de població per edats i sexe el 2009 era:
| Homes | Edats   | Dones |
| ----- | ------- | ----- |
| 0     | 95 o +  | 0     |
| 0     | 90 a 94 | 0     |
| 0     | 85 a 89 | 8     |
| 0     | 80 a 84 | 0     |
| 8     | 75 a 79 | 8     |
| 8     | 70 a 74 | 4     |
| 12    | 65 a 69 | 16    |
| 16    | 60 a 64 | 20    |
| 4     | 55 a 59 | 4     |
| 24    | 50 a 54 | 16    |
| 12    | 45 a 49 | 24    |
| 8     | 40 a 44 | 0     |
| 12    | 35 a 39 | 12    |
| 4     | 30 a 34 | 8     |
| 20    | 25 a 29 | 16    |
| 20    | 20 a 24 | 8     |
| 8     | 15 a 19 | 8     |
| 4     | 10 a 14 | 20    |
| 8     | 5 a 9   | 4     |
| 8     | 0 a 4   | 16    |

## Economia
El 2007 la població en edat de treballar era de 209 persones, 172 eren actives i 37 eren inactives. De les 172 persones actives 167 estaven ocupades (88 homes i 79 dones) i 5 estaven aturades (1 home i 4 dones). De les 37 persones inactives 18 estaven jubilades, 12 estaven estudiant i 7 estaven classificades com a «altres inactius».

### Ingressos
El 2009 a Monthelon hi havia 156 unitats fiscals que integraven 373 persones, la mediana anual d'ingressos fiscals per persona era de 26.064 €.

### Activitats econòmiques
Dels 16 establiments que hi havia el 2007, 3 eren d'empreses alimentàries, 2 d'empreses de construcció, 7 d'empreses de comerç i reparació d'automòbils, 3 d'empreses immobiliàries i 1 d'una empresa classificada com a «altres activitats de serveis».
Els 2 serveis als particulars que hi havia el 2009 eren fusteries.
L'any 2000 a Monthelon hi havia 69 explotacions agrícoles que ocupaven un total de 172 hectàrees.

## Poblacions més properes
El següent diagrama mostra les poblacions més properes.